# Miloslav Kejval
Miloslav Kejval (* 11. Juli 1973 in Vilémov u Golčova Jeníkova) ist ein ehemaliger tschechischer Radrennfahrer und nationaler Meister im Radsport.

## Sportliche Laufbahn
Kejval war Straßenradsportler und Teilnehmer der Olympischen Sommerspiele 1992 in Barcelona. Im Straßenrennen kam er auf den 27. Rang. 2000 gewann er die nationale Meisterschaft im Straßenrennen.
Das traditionsreiche Saisoneröffnungsrennen Velká Bíteš–Brno–Velká Bíteš entschied er 1995 für sich. 1996 gewann er als erster Tscheche die Leimentalrundfahrt. 1999 gewann er eine Etappe der Serbien-Rundfahrt. 1998 wurde er Zweiter der Ägypten-Rundfahrt hinter Wadim Krawtschenko.
Die Internationale Friedensfahrt bestritt Kejval fünfmal. Er wurde 1993 7., 1994 14., 1998 8., 1999 17. und 2000 14. der Gesamtwertung. In der Slowakei-Rundfahrt kam er 2000 auf den 4. Platz. Er startete für das Radsportteam ZVVZ-Giant-AIS und blieb bis 2001 als Radprofi aktiv.